# 2018년 동계 올림픽 루지 단체 계주
2018년 동계 올림픽의 루지 단체 계주 종목은 2018년 2월 15일 대한민국 평창군의 알펜시아 슬라이딩 센터에서 진행된다.

## 예선
대회 출전권 배정은 2017-18시즌 월드컵 5차까지의 결과를 점수로 합산한 세계랭킹에 따른다. 이번 대회에서 총 110쿼터의 출전권이 각 선수들에게 배정되며, 남자 37명, 여자 27명, 그리고 단체 17팀이 처음에 배정된다. 한 국가당 돌아가는 출전권의 최대치는 남자 3명, 여자 3명, 단체 2팀이다. 단 개최국인 대한민국은 선수가 최소요건을 갖추기만 한다면 남자, 여자, 단체 종목에 바로 한 명/팀씩 출전권이 자동 부여된다. 이후에는 8명분 쿼터가 새로 배정되는데 먼저 최상위 단체 팀 중 팀원 세 명 중에 출전권을 부여받지 못하는 경우가 있다면 우선 부여되고, 그 후에도 남은 쿼터가 있다면 동등하게 배분 처리된다.
다음은 단체 계주 종목의 참가국 목록이다.
- 독일
- 캐나다
- 오스트리아
- 미국
- 라트비아
- 러시아 출신
- 폴란드
- 이탈리아
- 대한민국
- 체코
- 루마니아
- 슬로바키아
- 우크라이나
- 영국
- 카자흐스탄

## 경기 일정
모든 시간은 한국 시간 기준이다.
| 날짜     | 시간  | 경기 |
| -------- | ----- | ---- |
| 2월 15일 | 21:30 | 결승 |

## 결과
오후 9시 30분에 레이스가 시작된다.